# 아부 바크르 알바그다디의 죽음

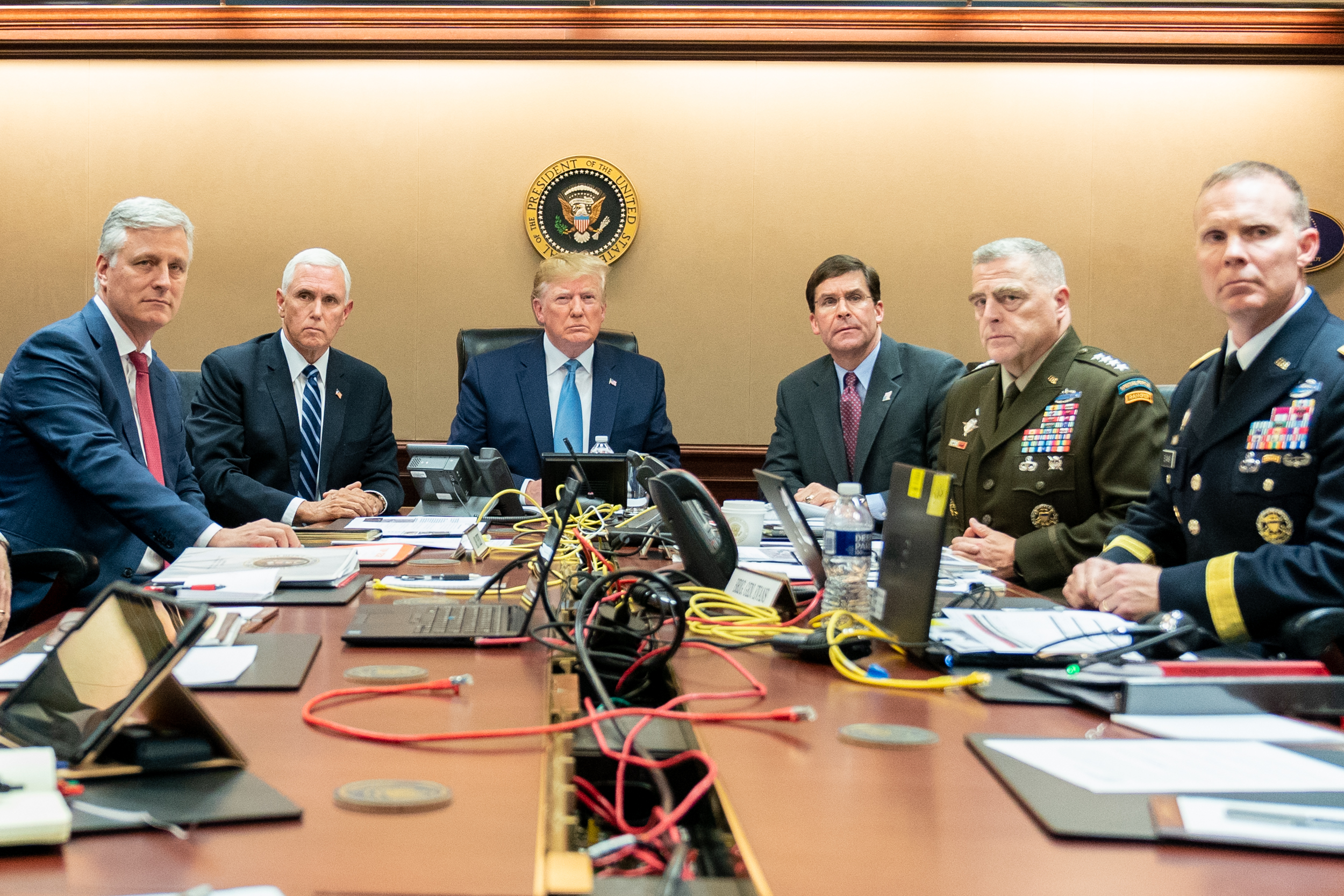
백악관 상황실에서 트럼프 대통령이 알바그다디 참수작전을 위성 생방송으로 시청중이다.

바리샤 기습은 이라크 레반트 이슬람 국가의 지도자 아부 바크르 알바그다디를 생포하려는 델타 포스의 작전이다.
작전명은 케일라 뮬러 작전이다.

## 역사

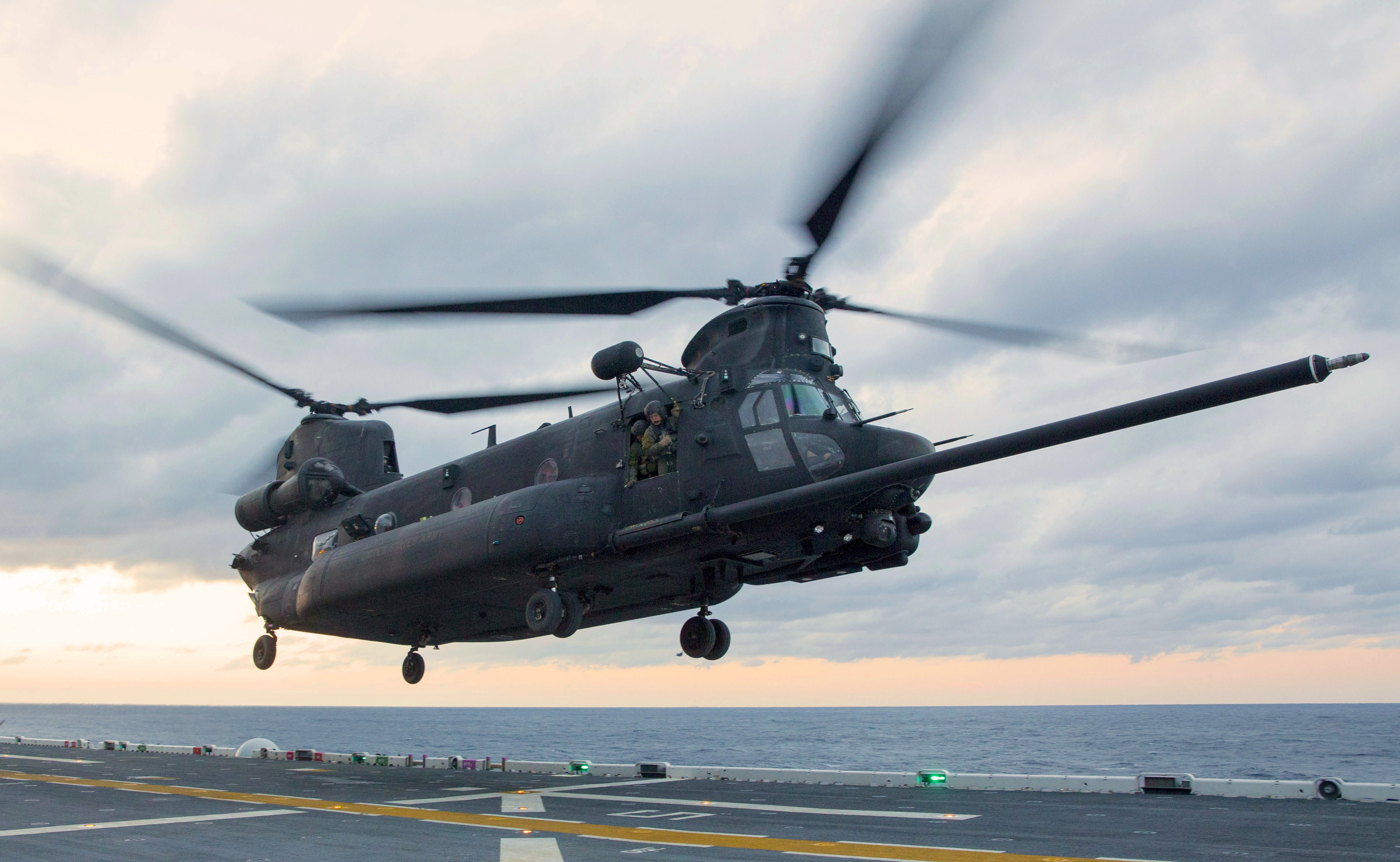
미국 MH-47E 치누크 특수 작전 헬기

2019년 10월 26일, 미국 특수작전사령부 예하 합동특수작전사령부 소속의 미육군 델타 포스 100명이 헬기 8대로 투입되었다. CIA 특수부대인 특수활동센터가 알바그다디의 현재 위치에 대한 정보를 수집했으며, 이 정보를 토대로 작전이 시작되었다.
미군 특수부대는 시리아 북부 이들립주(州)의 바리사 마을에 8대의 헬기와 1대의 전투기 등을 투입해 알바그다디가 살고 있는 은신처를 공습했다. 지상에서도 특수부대가 투입된 것으로 알려졌다.
한국의 자이툰 부대가 주둔했던 이라크 아르빌에 주둔중이던 델타 포스는 보잉 CH-47 치누크 위주로 구성된 헬기 8대를 타고 시리아 바리샤를 야간 기습했다. 작전시간은 대략 2시간 정도 걸렸다. 시리아 바리샤는 이라크 아르빌에서 서쪽으로 660 km 떨어져 있다.
알바그다디는 자살폭탄 조끼를 터뜨려 죽었다. 함께 있던 자녀 3명이 사망했으며, 델타 포스 K9 군견 한마리도 자폭으로 부상당했다. 바그다디가 군견들에게 쫓겨 막다른 터널로 도망가다가 자살폭탄 조끼를 터뜨렸으며, 그의 자녀 14명 중 3명은 함께 폭사했고 11명은 안전하게 빼냈다. 이 때문의 그의 사체가 크게 훼손됐지만 15분간 DNA검사를 실시한 결과 신원은 확인됐다.
도널드 트럼프 대통령은 백악관 지하의 NSC에서 실시간으로 참수작전을 시청했다. 트럼프는 "바그다디는 터널 쪽으로 도망을 갔으며 군견들이 그를 추적해 쓰려뜨렸다"며 "바그다디는 개처럼, 겁쟁이처럼 죽었다"고 말했다. 현지 시간 27일 일요일 오전 9시 경, 바그다디가 미 군견에 쫓겨 이디브 지방에 있는 막다른 터널로 도망치며 "훌쩍거리고, 울고, 소리쳤다"고 백악관에서 열린 기자 회견에서 트럼프 대통령이 말했다.

## 생방송
알카에다 지도자 빈라덴 참수작전은 오바마 대통령이 백악관 상황실에서 생방송을 시청했다. 빈라덴이 죽고 알카에다의 새로운 조직으로 떠오른 IS 지도자 알바그다디 참수작전은 트럼프 대통령이 백악관 상황실에서 생방송을 시청했다. 참수작전 위성 생방송을 시청중인 장면을 사진으로 공개한 점이 똑같다. 미국에는 1급 2급 3급 특수부대가 있으며, 빈라덴은 해군 1급 특수부대 데브그루가 참수작전을 실시했다. 이번 알바그다디 참수작전은 육군 1급 특수부대 델타포스가 투입되었다.

## 같이 보기
- 오사마 빈라덴의 죽음